# 東華三院馬振玉紀念中學

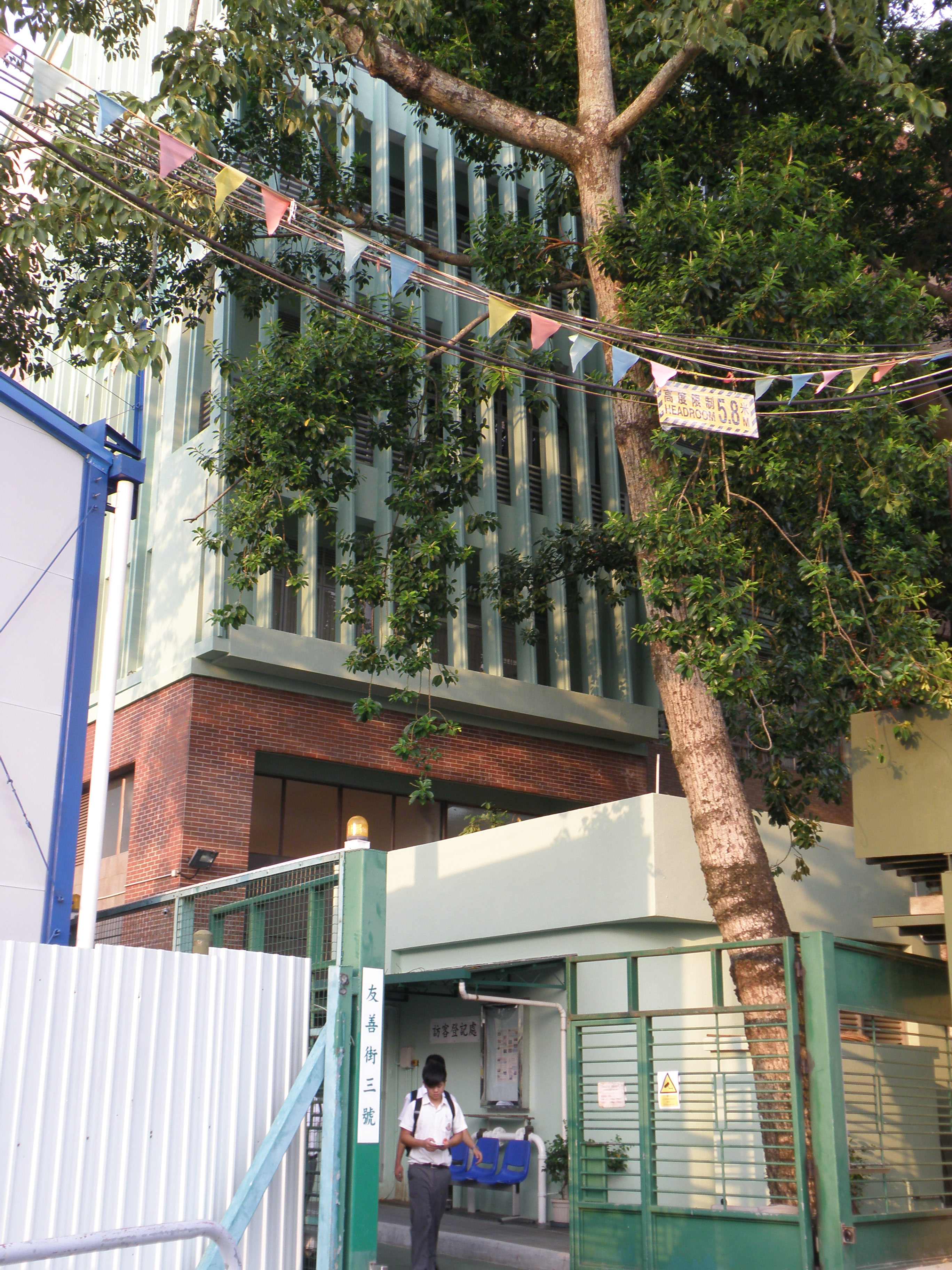
東華三院馬振玉紀念中學校園出入口

東華三院馬振玉紀念中學（英語：TWGHs C.Y.Ma Memorial College）為東華三院轄下的第十七間中學，位於新界元朗凹頭。校舍前身為元朗公立中學。校管會主席為何猷啟先生，校長為陳妙霞女士。

## 校訓
東華三院馬振玉紀念中學校訓是勤、儉、忠、信。釋義為：學習勤、律己儉、處事忠、交友信。

### 辦學理念
以學生為中心，不斷改善學生學習環境，提升教師專業培訓，持續保持教育質素。

## 著名校友
- 黃穎君：文化體育及旅遊局媒體主任[1]

## 外部連結
- 東華三院 （页面存档备份，存于）
- 東華三院馬振玉紀念中學 （页面存档备份，存于）